# Constantin Toma
Constantin „Costică“ Toma (* 1. Januar 1928 in Brăila; † 13. Mai 2008 in Bukarest) war ein rumänischer Fußballspieler auf der Position des Torwarts. Er bestritt 108 Spiele in der höchsten rumänischen Fußballliga, der Divizia A.

## Karriere als Spieler

### Verein
Nachdem er seine Jugendzeit in Bukarest verbracht hatte, wechselte Toma im Jahr 1950 nach Iași zu CS Armata Iași. Bereits ein Jahr später schloss er sich CA Câmpulung Moldovenesc in der Divizia B an, wo er am Ende der Saison den Aufstieg schaffte. Toma verließ jedoch den Verein und wechselte zum rumänischen Spitzenklub CCA Bukarest (heute Steaua Bukarest). Er blieb CCA bis zum Ende seiner Karriere im Jahr 1961 treu und lieferte sich während der gesamten Zeit mit Ion Voinescu einen Kampf um den Platz im Tor. Dadurch kam er in seinen neun Spielzeiten auf weniger als die Hälfte der möglichen Spiele.
Trotzdem war Tomas Zeit bei CCA erfolgreich und er konnte sieben Titel sammeln: In den Jahren 1952, 1953, 1956, 1960 und 1961 stand am Saisonende die Meisterschaft; in den Spielzeiten 1952 und 1955 konnte er den Pokal in den Händen halten.

### Nationalmannschaft
Nicht nur im Verein, sondern auch in der Nationalmannschaft kämpfte Toma mit Ion Voinescu um den Platz im Tor. Dadurch kam er zwischen 1953 und 1959 auf insgesamt zwölf Einsätze. Seine Premiere hatte er am 11. Oktober 1953 gegen Bulgarien.

## Karriere als Trainer
Nach dem Ende seiner aktiven Laufbahn arbeitete Toma als Trainer in unteren Ligen, kam dabei aber nicht zu nennenswerten Erfolgen. Später war als Jugendtrainer zunächst bei FC Constanța, von 1979 bis 1985 bei Luceafărul Bukarest tätig, wo er unter anderem spätere Nationalspieler wie Gheorghe Hagi, Miodrag Belodedici, Gheorghe Popescu, Ioan Sabău, Mircea Rednic, Ioan Andone und Marius Lăcătuș entdeckte und förderte.

## Erfolge

### Als Spieler
- Rumänischer Meister: 1952, 1953, 1956, 1960, 1961
- Rumänischer Pokalsieger: 1952, 1955